# Der große McGinty
Der große McGinty (Originaltitel: The Great McGinty) ist eine US-amerikanische Filmkomödie von Preston Sturges aus dem Jahr 1940. In Deutschland wurde der Film erstmals am 27. Oktober 1968 gezeigt, als Fernsehpremiere im NDR.

## Handlung
Der Bankkassierer Thompson will sich das Leben nehmen, nachdem er der Versuchung nicht widerstehen konnte, seine Bank zu betrügen. Der Barkeeper Dan hält ihn von seinem Vorhaben ab und erzählt ihm, wie ihn die Ehrlichkeit vom Gouverneur zur Theke gebracht hat:
Daniel McGinty, arbeitslos und abgebrannt, bekommt vom Mitarbeiter einer Armenküche einen Tipp, wo man sich 2 Dollar verdienen kann. Er soll mit den Namen gerade verstorbener Leute bei der Bürgermeisterwahl für einen bestimmten Kandidaten votieren. Daniel kann 37 Stimmen abgeben und wird daraufhin mit dem Boss bekannt gemacht. Dieser Boss fungiert nach außen hin als Parteichef und vergibt mit der ihm gefügigen Administration lukrative Aufträge, an denen er mitschneidet. Beeindruckt von Daniel und dessen physischer Schlagkraft nimmt er ihn in seine Organisation auf und beauftragt ihn zunächst, ausstehende Schutzgelder einzutreiben.
Bald lässt der Boss Dan – die beiden gehen recht ruppig miteinander um und lassen dabei gelegentlich auch die Fäuste sprechen – in den Stadtrat als Beigeordneter (engl. Alderman) einziehen. Als die Öffentlichkeit nach Reformierungen verlangt, macht der Boss Dan schmackhaft, als Bürgermeister zu kandidieren. Um sein Ansehen zu steigern, geht Dan mit seiner Sekretärin Catherine eine Scheinehe ein.
Dan wird gewählt, er unterstützt weiterhin die krummen Geschäfte des Bosses. Nach und nach verliebt er sich in Catherine und kümmert sich auch um deren zwei Kinder aus erster Ehe.
Als McGinty schließlich Gouverneur wird, offenbart er nach der Angelobung dem Boss, dass er ihn bei unnötigen Prestigeprojekten nicht mehr behilflich sein wird. Stattdessen möchte McGinty eine Politik für das Volk betreiben und deswegen ein Ende von Kinderarbeit, Ausbeutungsbetrieben (Sweatshops) und teuren Mietskasernen in die Wege leiten. Dem Boss will er die für seine Wahl getätigten Auslagen ersetzen. Der will ihn dennoch erschießen, es kommt zu einem Handgemenge der beiden, das von der hinzugekommenen Polizei unterbrochen wird.
Der Boss wird verhaftet. McGinty versteht dessen Beweggründe und will keine Anklage erheben. Kurz darauf wird auch er wegen Problemen, bei einer Brücke, die er als Bürgermeister bauen ließ, arrestiert. Ins Gefängnis gebracht, bekommt Dan die Zelle neben dem Boss. Dessen Handlanger Skeeters hilft, als Wächter verkleidet, den beiden auszubrechen. Auf der Flucht informiert Dan seine Frau darüber, wo er eine kleinere Geldsumme versteckt hat, damit sie und die Kinder versorgt sind. Er, der Boss und Skeeters verlassen den Staat. In der Rückschau erwähnt Dan, dass er nicht weiß, warum ihn der Boss bei der Befreiung mitgenommen hat.
Durch die Geschichte beeindruckt, gibt Thompson seine Selbstmordgedanken auf. Die Tänzerin, mit der er sich angefreundet hat, glaubt Dan kein Wort. Neben Dan, der sich wieder dem Barbetrieb widmet, ist auch Skeeters im Lokal tätig und kellneriert. Der Boss ist ganz offensichtlich der Besitzer der Spelunke und leitet seine Geschäfte vom Spieltisch aus.

## Hintergrund
Preston Sturges verkaufte sein Drehbuch für zehn US-Dollar an Paramount Pictures mit der Bedingung, es selbst verfilmen zu dürfen. Der Film wurde ein Kassenschlager, das Drehbuch war das günstigste, das jemals einen Oscar (der erste in der Kategorie Originaldrehbuch vergebene) gewann. Zudem war der Film für Sturges das Regiedebüt. Der Film war eine der 700 Produktionen, die zwischen 1929 und 1949 gedreht wurden und deren Fernsehrechte 1958 an Universal Pictures verkauft wurden.
Brian Donlevy und Akim Tamiroff verkörperten ihre Rollen aus diesem Film noch ein zweites Mal, in einem Cameo in Sensation in Morgan’s Creek (1944), wiederum unter der Regie von Preston Sturges.
Szenenbildner des Films war der gebürtige Bremer Hans Dreier, die Kostüme stammten von Edith Head.
Für Schauspieler William Demarest war Der große McGinty die dritte Zusammenarbeit mit Sturges, sieben weitere sollten folgen. Die Britin Muriel Angelus zog sich nach diesem Film mit 31 Jahren aus dem Filmgeschäft zurück. Sie starb 2004 mit 95 Jahren.

## Kritik
Das Lexikon des internationalen Films nannte den Film „eine gelungene Satire auf die politischen Verhältnisse in den USA der beginnenden 40er Jahre“ und führte weiter aus: „Witzig, humorvoll und mit Gespür für Timing wird der soziale Optimismus amerikanischer Prägung parodiert.“

## Auszeichnungen
Bei der Oscarverleihung 1941 wurde Preston Sturges in der Kategorie Bestes Originaldrehbuch mit dem Oscar ausgezeichnet.